# Liste der Biografien/Willim
Liste der Biografien |
Portal Biografien |
Personensuche
# |
A |
B |
C |
D |
E |
F |
G |
H |
I |
J |
K |
L |
M |
N |
O |
P |
Q |
R |
S |
T |
U |
V |
W |
X |
Y |
Z |
?
 
Wa |
Wc |
Wd |
We |
Wh |
Wi |
Wj |
Wl |
Wn |
Wo |
Wr |
Ws |
Wt |
Wu |
Ww |
Wy |
Wz
 
Wia |
Wib |
Wic |
Wid |
Wie |
Wif |
Wig |
Wih |
Wii |
Wij |
Wik |
Wil |
Wim |
Win |
Wio |
Wip |
Wir |
Wis |
Wit |
Wiv |
Wiw |
Wix |
Wiz
 
Wila |
Wilb |
Wilc |
Wild |
Wile |
Wilf |
Wilg |
Wilh |
Wili |
Wilj |
Wilk |
Will |
Wilm |
Wiln |
Wilo |
Wilp |
Wilr |
Wils |
Wilt |
Wilu |
Wilw |
Wily |
Wilz
 
Willa |
Willb |
Willc |
Willd |
Wille |
Willf |
Willg |
Willh |
Willi |
Willj |
Willk |
Willm |
Willn |
Willo |
Willr |
Wills |
Willu |
Willv |
Willw |
Willy
 
Willia |
Willib |
Willic |
Willie |
Willig |
Willik |
Willim |
Willin |
Williq |
Willir |
Willis |
Willit |
Williu
Die Liste der Biografien führt alle Personen auf, die in der deutschsprachigen Wikipedia einen Artikel haben. Dieses ist eine Teilliste mit 11 Einträgen von Personen, deren Namen mit den Buchstaben „Willim“ beginnt.

## Willim
- Willim, Andreas, deutscher Segler
- Willim, Horst (1927–2007), deutscher Gewerkschafter (FDGB), MdV, Vorsitzender der IG Chemie
- Willim, Petra (* 1957), deutsche Übersetzerin und Literaturwissenschaftlerin

### Willima
- Williman, Claudio (1861–1934), uruguayischer Politiker und Präsident (1907–1911)
- Willimann, Alfred (1900–1957), Schweizer Bildhauer, Maler und Zeichner
- Willimann, Cherubine (1842–1914), schweizerische Ordensfrau, Generalsuperiorin der Dominikanerinnen in Koblenz

### Willimc
- Willimczik, Klaus (* 1940), deutscher Sportwissenschaftler und Leichtathlet

### Willime
- Willimek, Daniela (* 1962), deutsche Pianistin und Dozentin an der Hochschule für Musik Karlsruhe

### Willimo
- Willimon, Beau (* 1977), US-amerikanischer Drehbuchautor und Produzent
- Willimowski, Ernst (1916–1997), deutscher und polnischer FußballspielerErnst Willimowski (1916–1997)

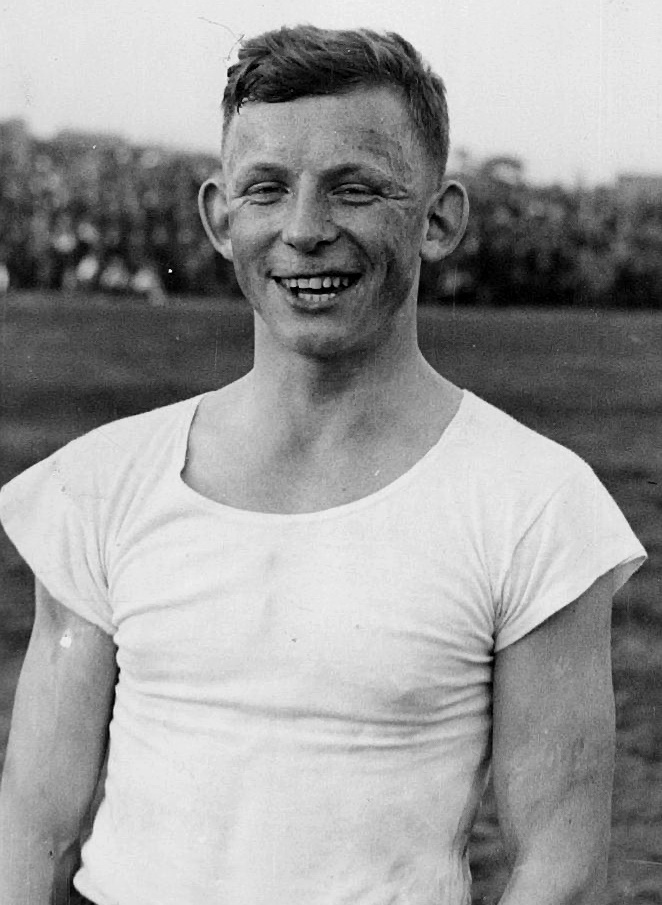
Ernst Willimowski (1916–1997)

### Willims
- Willimsky, Albert (1890–1940), deutscher katholischer Pfarrer und Gegner des Nationalsozialismus